# Ду Бојс (Илиноис)
Ду Бојс (енгл. Du Bois) град је у америчкој савезној држави Илиноис.

## Демографија
По попису из 2010. године број становника је 205, што је 17 (-7,7%) становника мање него 2000. године.
| Група             | 2000.       | 2010.       |
| Белци             | 213 (95,9%) | 197 (96,1%) |
| Афроамериканци    | 0 (0,0%)    | 2 (1,0%)    |
| Азијати           | 0 (0,0%)    | 0 (0,0%)    |
| Хиспаноамериканци | 5 (2,3%)    | 4 (2,0%)    |
| Укупно            | 222         | 205         |